# Храмки (разъезд, Костромская область)
Храмки — упразднённый в 2003 году разъезд (тип населённого пункта) в Галичском районе Костромской области России. Входила на год упразднения в состав Челсменского сельсовета. Ныне урочище на территории Дмитриевского сельского поселения.

## География
Урочище находится на западе центральной части Костромской области, в подзоне южной тайги, при железнодорожной дороге, вблизи автодороги 34Н-36 Россолово — Галич, на расстоянии приблизительно 4 километров от деревни Чёлсма, административного центра сельсовета, в 9 километров (по прямой) к западу от города Галича, административного центра района:59.
Абсолютная высота — 108 метров над уровнем моря.

### Климат
Климат характеризуется как умеренно континентальный, с продолжительной холодной многоснежной зимой и коротким сравнительно тёплым летом. Среднегодовая температура воздуха — +3,2 °C. Средняя температура воздуха самого холодного месяца (января) — −11,8 °C (абсолютный минимум — −46,1 °C); самого тёплого месяца (июля) — +17,9 °C (абсолютный максимум — +36,1 °С). Годовое количество атмосферных осадков — 609 мм, из которых большая часть выпадает в тёплый период. Снежный покров держится в среднем около 159 дней.

## История
Возник как поселение при строительстве железнодорожного разъезда главного хода Транссибирской магистрали.
По состоянию на 1 января 1981 года разъезд входил в состав Челеменского сельсовета:59.
Упразднён Постановлением Губернатора Костромской области от 07.03.2003 № 106 «Об исключении из учётных данных некоторых населенных пунктов Галичского района Костромской области»

## Инфраструктура
Основа экономики — обслуживание путевого хозяйства Северной железной дороги. Действует платформа Храмки (Вологодский регион, пригородное направление: Шарьинское). Код станции в реестре ЕСР: 304714.